# Comuna de Turośń Kościelna
Turośń Kościelna (polaco: Gmina Turośń Kościelna) é uma gminy (comuna) na Polónia, na voivodia de Podláquia e no condado de Białystok. A sede do condado é a cidade de Turośń Kościelna.
De acordo com os censos de 2004, a comuna tem 5253 habitantes, com uma densidade 37,4 hab/km².

## Área
Estende-se por uma área de 140,3 km², incluindo:
- área agrícola: 62%
- área florestal: 24%

## Demografia
Dados de 30 de Junho 2004:
|                      | Total   | Total | Mulheres | Mulheres | Homens  | Homens |
| -------------------- | ------- | ----- | -------- | -------- | ------- | ------ |
|                      | pessoas | %     | pessoas  | %        | pessoas | %      |
| População            | 5253    | 100   | 2647     | 50,4     | 2606    | 49,6   |
| Densidade (pop./km²) | 37,4    | 100   | 18,9     | 18,9     | 18,6    | 18,6   |

De acordo com dados de 2002, o rendimento médio per capita ascendia a 1424,7 zł.

## Comunas vizinhas
- Choroszcz, Juchnowiec Kościelny, Łapy, Suraż